# Punta del Clot
La Punta del Clot és una muntanya de 675 metres que es troba al municipi de Bellaguarda, a la comarca catalana de les Garrigues.